# Jacob Bicker (heer van Engelenburg)
Jacob Bicker (Amsterdam, 1588 - aldaar, 1647) was tussen 1643 en 1647 heer van Engelenburg, en directeur van de handelsvaart op de Oostzee.
Bicker was een lid van het Amsterdamse regentengeslacht Bicker, deze familie dreef een pelshandel op Moscovië, waarmee zij schatten verdienden. De Bickers leverden tevens schepen en zilver aan Spanje. Hij behoorde tot de zogenaamde Bickerse ligue, die oppositie voerde tegen stadhouder Frederik Hendrik van Oranje .
Bicker was een zoon van Gerrit Bicker en van Aleyd Andriesdr Boelens. Hij huwde met Christina de Graeff (1609-1679), dochter van Jacob Dircksz de Graeff en van Aaltje Boelens Loen. Bicker was onder meer schepen van Amsterdam. In 1643 erfde hij van zijn neef Pieter Dircksz Graeff het kasteel en de heerlijkheid Engelenburg bij Herwijnen. Na zijn overlijden in 1647 verkreeg zijn broer Andries Bicker de heerlijkheid door erfopvolging.
Bicker was voor die tijd een zeer welgesteld man. Behalve in 's-Graveland en Gooilust bezat hij ook in het gebied tussen wat nu de gemeenten Baarn, Soest, Bilthoven en Hollandsche Rading zijn buitenhuizen: 'De Eult', 'Pijnenburg' en Kasteel de Hooge Vuursche .